# دیلارد (آلاباما)
دیلارد (به انگلیسی: Dillard) یک منطقهٔ مسکونی در ایالات متحده آمریکا است که در شهرستان داله، آلاباما واقع شده‌است. دیلارد ۹۲٫۹۷ متر بالاتر از سطح دریا قرار دارد.